# تیم ملی والیبال زنان ترینیداد و توباگو
تیم ملی والیبال زنان ترینیداد و توباگو تیم ملی والیبال زنان کشور ترینیداد و توباگو است.